# Nicosia Lawson
Nicosia Lawson là nữ hoàng sắc đẹp đại diện cho Quần đảo Cayman trong cả cuộc thi Hoa hậu Thế giới 2008 và Hoa hậu Hoàn vũ 2009. Trước đây cô đã giành vị trí á quân trong cuộc thi Miss Teen Cayman năm 2000.

## Đầu đời
Nicosia sinh ra ở đảo St. Vincent & Grenadines vào ngày 4 tháng 4 năm 1983 nhưng lớn lên ở Quần đảo Cayman.
Cô đã đại diện cho Quần đảo Cayman với tư cách là một vận động viên bóng rổ và điền kinh cũng như là đại sứ thanh niên (Đại sứ Thanh niên CARICOM (2006 đến 2008) và tại Diễn đàn Thanh niên Khối thịnh vượng chung lần thứ 6 ở Uganda năm 2007).

## Làm người mẫu
Nicosia đã ký kết với B & M Model ở Toronto và Model International Management tại Ottawa. Cô được xuất hiện trong một dự án thời trang lan rộng trên tạp chí Glow năm 2004.
Năm 2006, Nicosia bắt đầu phát hành tạp chí dành cho phụ nữ địa phương của mình có tên Inspire.

## Công tác từ thiện và các nhóm xã hội
Nicosia đã liên tục bày tỏ niềm đam mê của mình trong cuộc chiến chống lại HIV / AIDS và đã hỗ trợ các tổ chức ủng hộ giáo dục và phòng ngừa, nghiên cứu và lập pháp, nâng cao năng lực và vận động. Cô ủng hộ Tổ chức Cayman Aids (CAF) và được đào tạo thành Huấn luyện viên Quốc gia 'Hội chữ thập đỏ -  Cùng nhau chúng ta có thể ngang hàng với nhau' của Quần đảo Cayman. Cô hiện đang làm một bộ phim tài liệu ngắn để giáo dục những người trẻ tuổi ở Quần đảo Cayman về HIV / AIDS và đã đưa ra Thông báo Dịch vụ Công cộng khuyến khích những người trẻ tuổi biết tình trạng của họ.
Cô cũng là thành viên của Câu lạc bộ Rotaract Blue của Quần đảo Cayman và là Giám đốc Dịch vụ Quốc tế trong giai đoạn từ năm 2007 đến năm 2008.

## Hoa hậu Thế giới 2008
Tại cuộc thi Hoa hậu Thế giới 2008, Nicosia là một trong 16 thí sinh lọt vào vòng chung kết cuộc thi tài năng nhanh, nơi cô hát bằng tiếng India - 'Sẵn sàng cho tình yêu' của Arie.

## liên kết ngoài
- Trang web chính thức của Quần đảo Hoa hậu Cayman - Chủ sở hữu trước đây [liên kết hỏng]